# Tụ quang

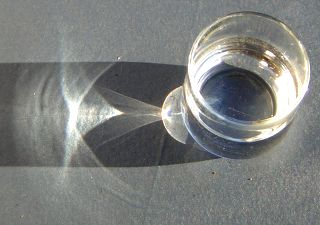
Tụ quang tạo ra bởi một ly nước

Trong quang học, tụ quang hoặc mạng lưới tụ quang (caustic) là hình bao của các tia sáng được phản xạ hoặc khúc xạ bởi một một bề mặt cong hoặc một vật thể, hoặc hình chiếu của hình bao các tia sáng đó lên một bề mặt khác. Tụ quang thường là một đường cong hoặc bề mặt mà mỗi tia sáng là một tiếp tuyến của nó, xác định biên của một đường bao các tia sáng là một đường cong nơi ánh sáng tập trung. Do đó, trong ảnh bên, tụ quang có thể là các mảng ánh sáng khúc xạ hay các cạnh sáng của chúng. Những hình dạng này thường có các điểm tụ lùi. 

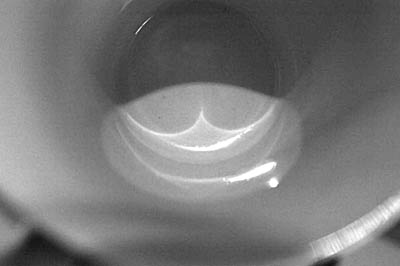
Tụ quang dạng nephroid ở dưới đáy của tách trà

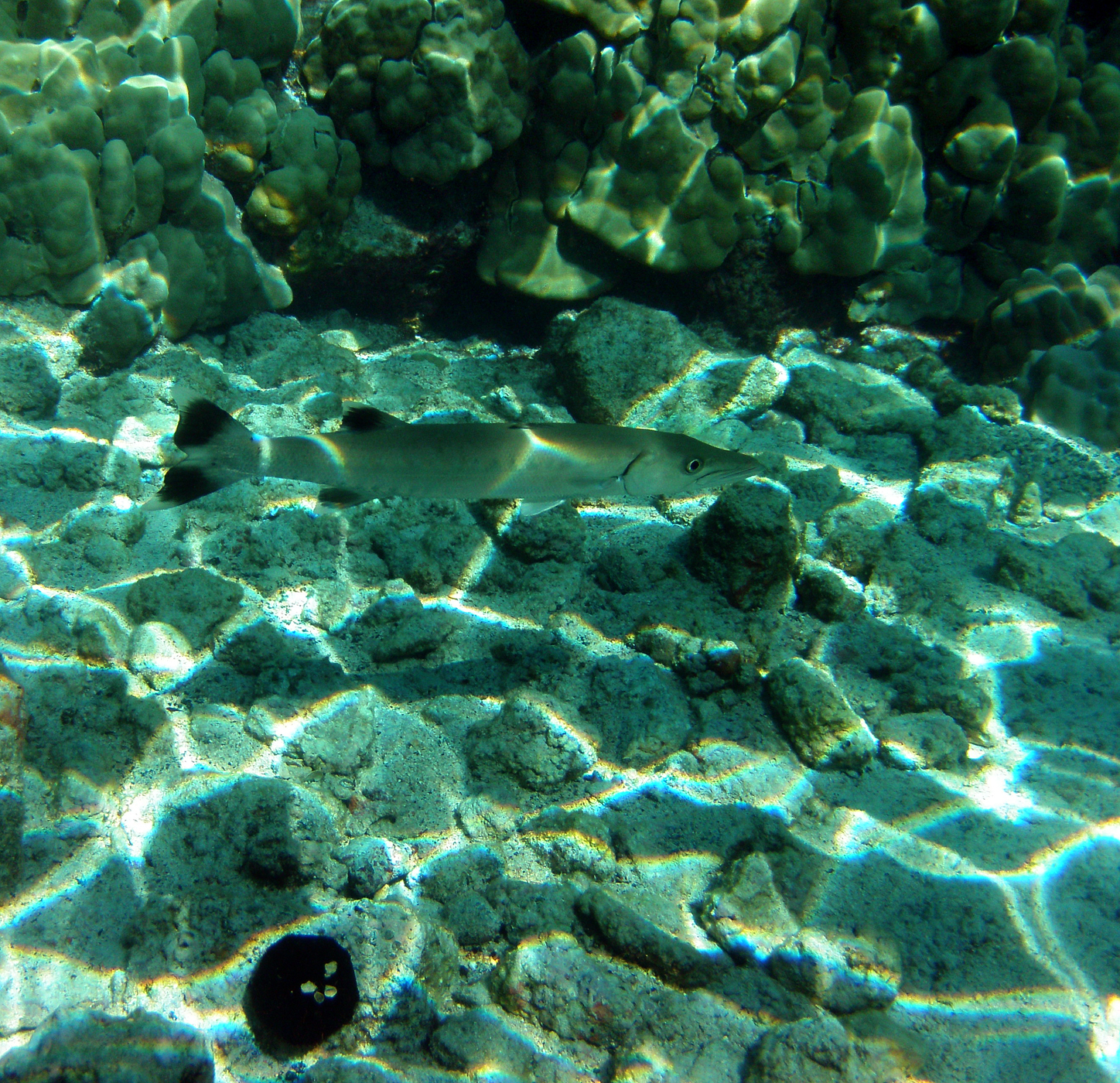
Mạng lưới tụ quang tạo bởi bề mặt của nước

## Giải trình

Các tia khúc xạ bởi một bề mặt không phẳng hình thành tụ quang nơi mà nhiều trong số chúng giao nhau.

Sự tập trung của ánh sáng, đặc biệt là ánh sáng mặt trời, có khả năng đốt cháy các vật. Trên thực tế, từ caustic xuất phát từ tiếng Hy Lạp καυστός, "bị cháy", và qua tiếng Latin causticus, "đang cháy". Một trường hợp phổ biến mà tụ quang có thể được trông thấy là khi ánh sáng chiếu vào ly nước thủy tinh. Thủy tinh tạo ra trên bề mặt một cái bóng, nhưng cũng tạo ra một vùng cong ánh sáng. Trong trường hợp lý tưởng (bao gồm chùm các tia song song hoàn hảo, như thể tới từ một nguồn điểm ở xa vô cực), một mảng ánh sáng hình nephroid có thể được tạo ra. Tụ quang gợn sóng thường được hình thành khi ánh sáng chiếu qua các sóng trên mặt nước.
Một loại tụ quang thường gặp khác là cầu vồng. Sự tán xạ ánh sáng bởi những hạt mưa làm cho các bước sóng ánh sáng khác nhau bị khúc xạ thành nhiều vòng cung có bán kính khác nhau, tạo thành hình cung.

## Đồ họa máy tính
Trong đồ họa máy tính, hầu hết các hệ thống kết xuất hiện đại đều hỗ trợ tạo hình tụ quang. Một số phần mềm còn thậm chí hỗ trợ tụ quang khối. Điều này được thực hiện bằng cách dò tia các đường đi có thể của chùm sáng, có tính toán khúc xạ và phản xạ. Ánh xạ photon là một trong những cách thực hiện như vậy. Tụ quang khối cũng có thể tạo ra được bằng cách dò đường thể tích. Một số hệ thống đồ họa máy tính hoạt động bằng cách "dò tia phía trước" trong đó các photon được mô hình hóa đến từ nguồn sáng và dội qua lại xung quanh môi trường theo các quy tắc đã định. Tụ quang hình thành ở những vùng có đủ photon chiếu tới trên một bề mặt sẽ khiến nó trở nên sáng hơn khu vực bình thường trong bối cảnh. Phương pháp kỹ nghệ "dò tia đảo ngược" hoạt động theo cách ngược lại bắt đầu từ bề mặt và xác định xem có đường đi trực tiếp đến nguồn sáng hay không. Một số ví dụ về tụ quang tia 3D có thể được tìm thấy ở đây.
Trọng tâm của hầu hết các hệ thống đồ họa máy tính là tính thẩm mỹ hơn là độ chính xác vật lý. Điều này đặc biệt đúng khi nói đến đồ họa thời gian thực trong các trò chơi trên máy tính trong đó các kết cấu hình ảnh chung được tính toán sẵn trước chủ yếu được sử dụng thay vì tính toán chính xác về mặt vật lý.